# Donyell Marshall
Donyell Lamar Marshall (* 18. Mai 1973 in Reading, Pennsylvania) ist ein ehemaliger US-amerikanischer Basketballspieler und heutiger -trainer. Der Forward war von 1994 bis 2009 in der NBA aktiv. 

## Karriere
Marshall galt als guter Dreier-Schütze und Rebounder. Er hielt zusammen mit Kobe Bryant und Stephen Curry den NBA-Rekord für die meisten verwandelten Dreier in einem Spiel (12) und war in der Saison 2003/04 der achtbeste Rebounder der Liga. In der Saison 2015/16 brach Curry den Rekord mit 13 verwandelten Dreier.
Bis 2009 war er für die Philadelphia 76ers aktiv. Vorher stand er bei den Cleveland Cavaliers zusammen mit LeBron James unter Vertrag und erreichte dort in der Saison 2006/07 das NBA-Finale gegen die San Antonio Spurs. Außerdem spielte er in der NBA noch für die Minnesota Timberwolves, Golden State Warriors, Utah Jazz, Chicago Bulls die Toronto Raptors und die Seattle SuperSonics.
Für seine Leistungen im ersten Profijahr wurde Marshall 1995 in das NBA All-Rookie Second Team berufen. 
Nach seiner Karriere arbeitete Marshall für verschiedene unterklassige Collegeteams und für die Maine Red Claws aus der D-League als Assistenztrainer. Seit 2016 betreut er die Central Connecticut State University in Connecticut als Trainer.